# Cvilín

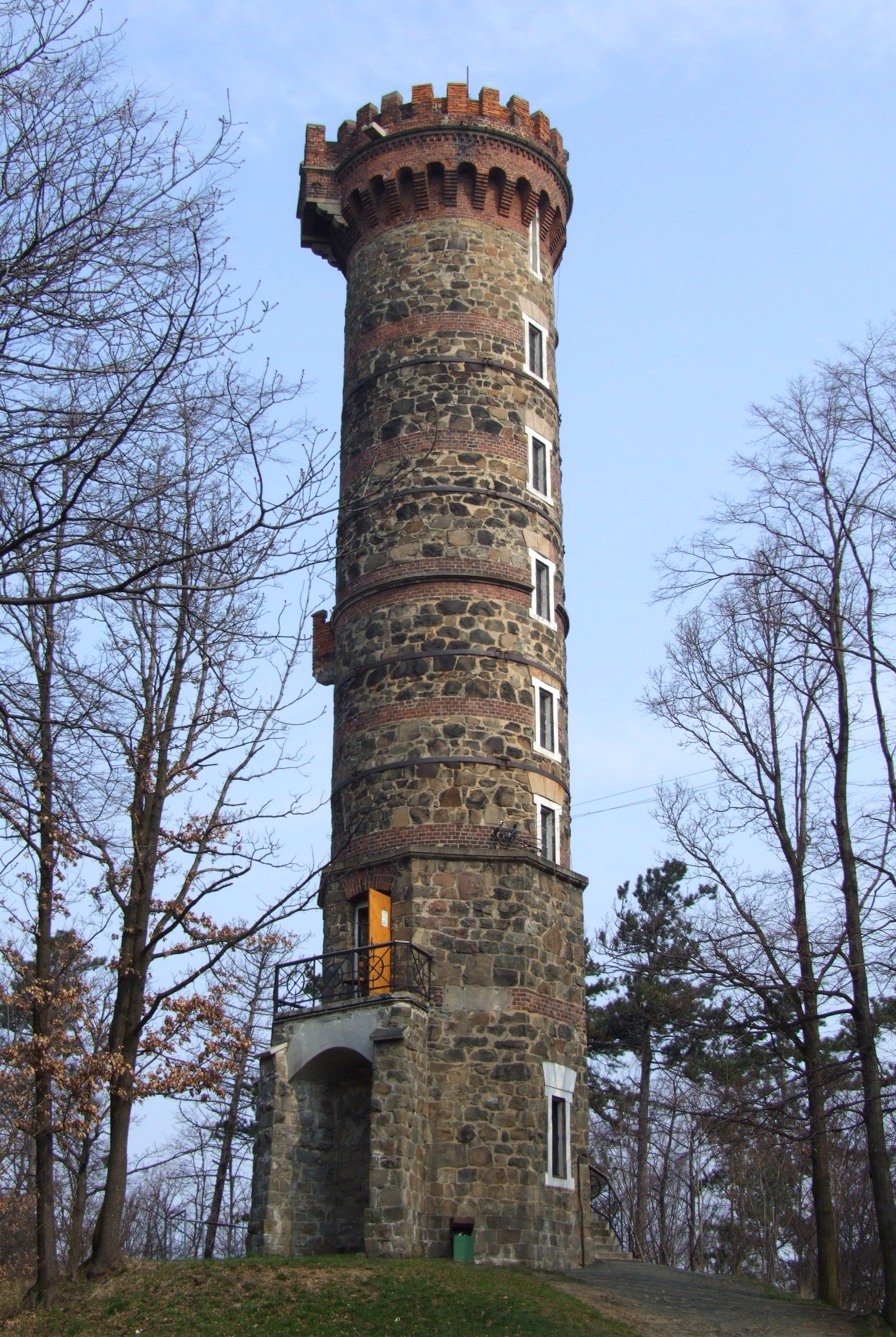
Wieża widokowa na górze Cvilín

Cvilín, Cvilín u Krnova (dawniej Czewelin, niem. Burgberg bei Jägerndorf, pol. Cwilin) – wzgórze (441 m n.p.m.) położone w paśmie Niskiego Jesionika (czes. Nízký Jeseník), na południowo-wschodnim skraju Karniowa (czes. Krnov).

## Charakterystyka
Posiada dwa szczyty – Tylny Cwiliński Kopiec (423 m n.p.m.) (czes. Zadní Cvilínský kopec, Šelenburk lub Šelemburk, niem. Schellenberg) z ruinami zamku Cwilin (nazywano także Szelenburk, Szelemburk albo Lobensztejn, czes. Šelenburk, Šelemburk, Lobenštejn; niem. Schellenburg albo Lobenstein) oraz Przedni Cwiliński Kopiec (nazywano także Grodzisko, czes. Přední Cvilínský kopec (441 m n.p.m.), także Hradisko), ludowie Cvilín, vrch Cvilín, pol. Wierch Cwilin, niem. Burgberg). Na tym drugim znajduje się pielgrzymkowy kościół barokowy św. Krzyża i Matki Boskiej Bolesnej oraz kamienna wieża widokowa na wysokości 420 m n.p.m., wybudowana przez Morawsko-Śląskie Sudeckie Towarzystwo Górskie (niem. Mährisch-Schlesischer Sudetengebirgsverein (MSSGV)) w 1903, oddalona o około 400 m na północny wschód od szczytu. Warstwica 340 m n.p.m. na południowy wschód od szczytu jest najwyższą warstwicą Płaskowyżu Głubczyckiego.

## Wieża widokowa Liechtensteinwarte
Komitet budowy wieży założono w 1899, a jego szefem został Johann Kienel, prezes miejskich lasów, skarbnik sekcji MSSGV w Karniowie i radca miejski. W zorganizowanej zbiórce pieniędzy zebrano 10 000 koron, w tym 2000 przekazał książę Johann II Liechtenstein. Projektantem wieży został Ernst Latzel i on też kierował budową. Trwała ona rok i w 1903 nastąpiło uroczyste otwarcie.
Wieża otrzymała imię Liechtensteinwarte, ku czci jednego z największych darczyńców MSSGV. Od postawy liczyła 25 metrów. Kształtem przypominała kamienną, walcowatą wieżę zamkową z platformą widokową. Z platformy wychodziła jeszcze mała wieżyczka boczna o wysokości 5 metrów, umożliwiająca 2 osobom podziwianie szerszej panoramy okolicy. Koszt budowy wyniósł 11 300 koron.

Wieża została uszkodzona podczas II wojny światowej i przeprowadzane później remonty zubożyły jej sylwetkę – m.in. obniżono boczną wieżyczkę. Na szczęście uniknęła zniszczenia, ale w latach 60. XX wieku została zamknięta dla turystów i umieszczono na niej anteny nadawcze. Zdjęto je dopiero niedawno i poddano ją całkowitej rekonstrukcji. Jest wpisana do rejestru zabytków.

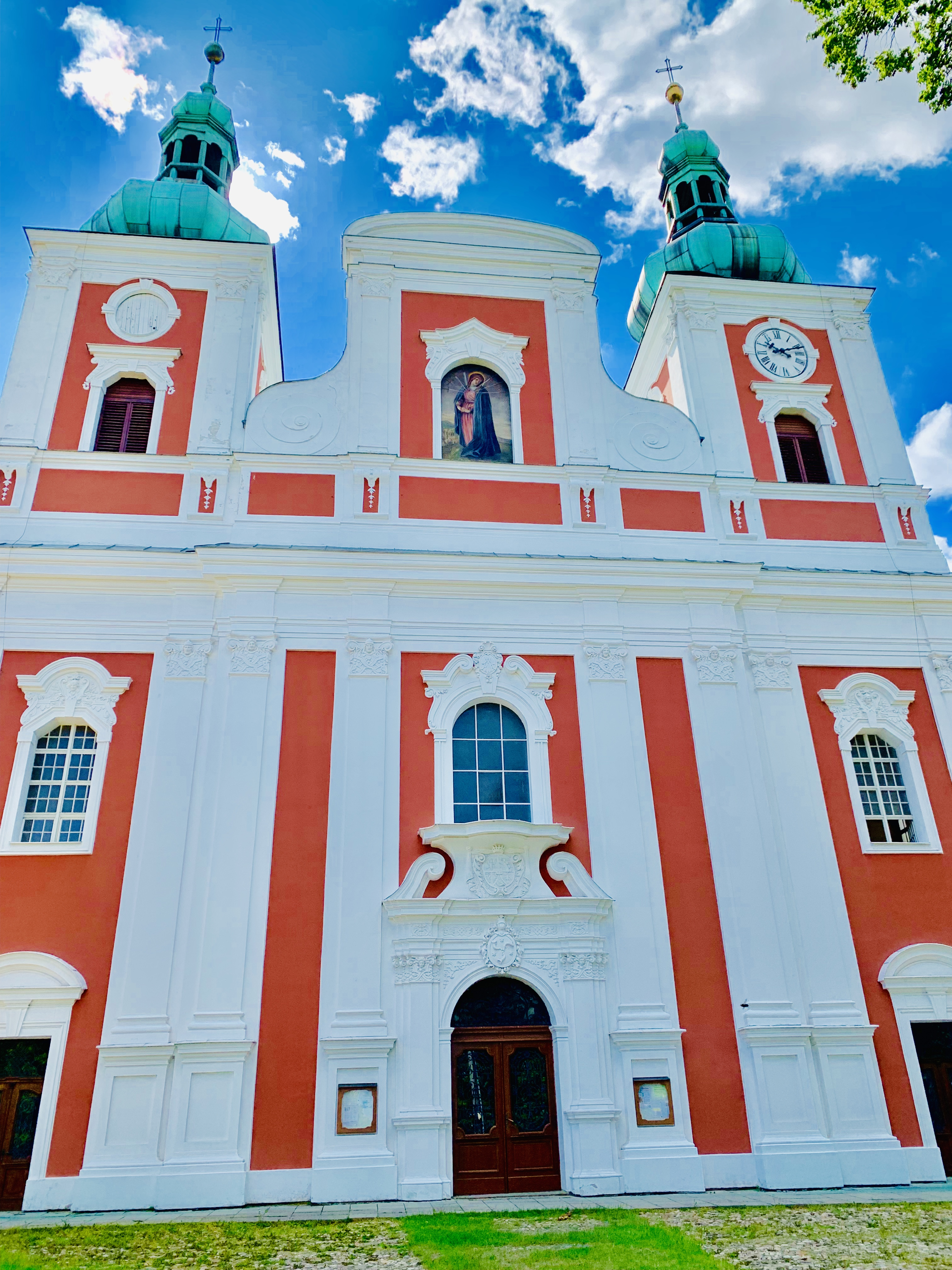
Fasada kościoła pielgrzymkowego
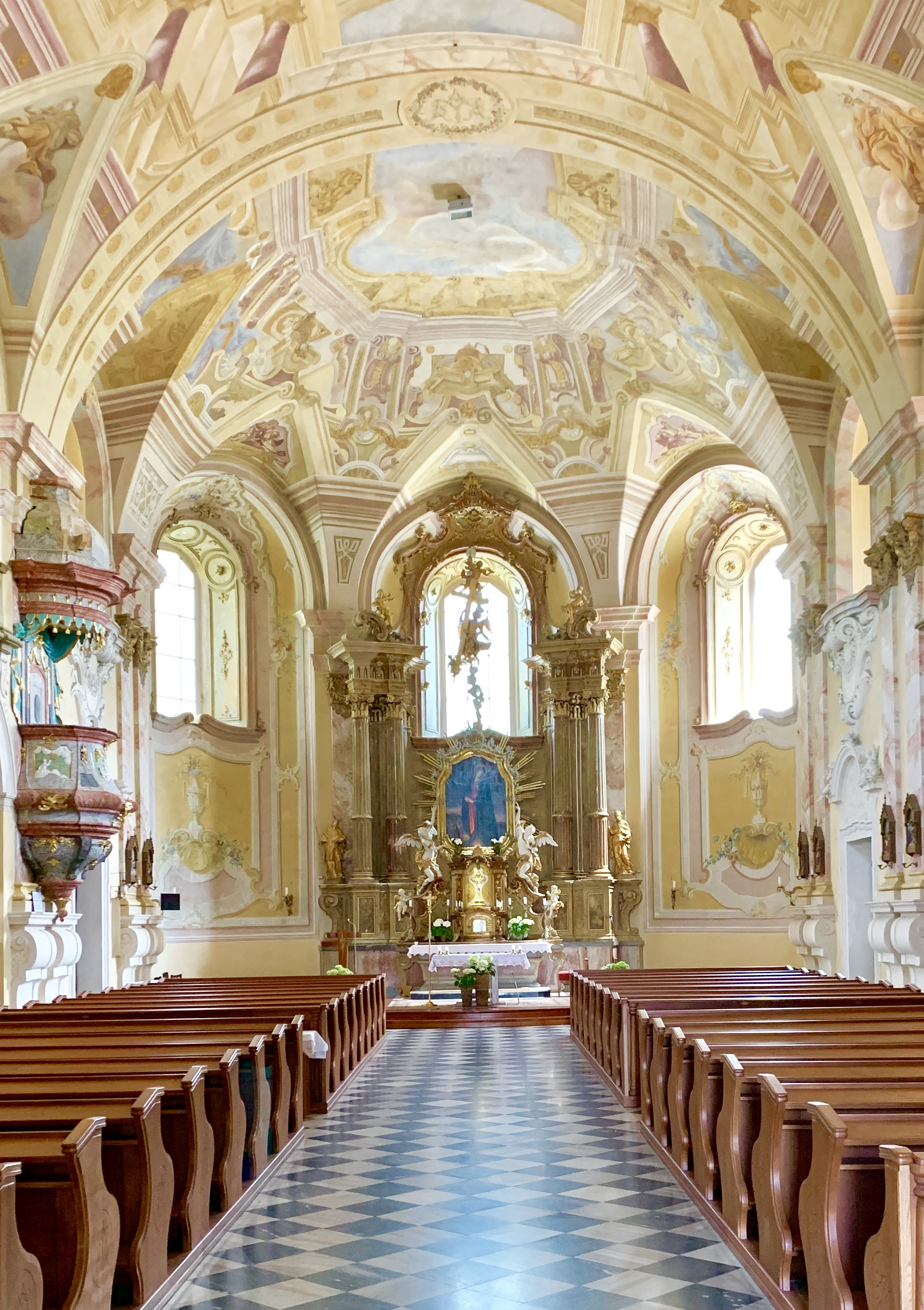
Wnętrze kościoła pw. Matki Boskiej Siedmiobolesnej
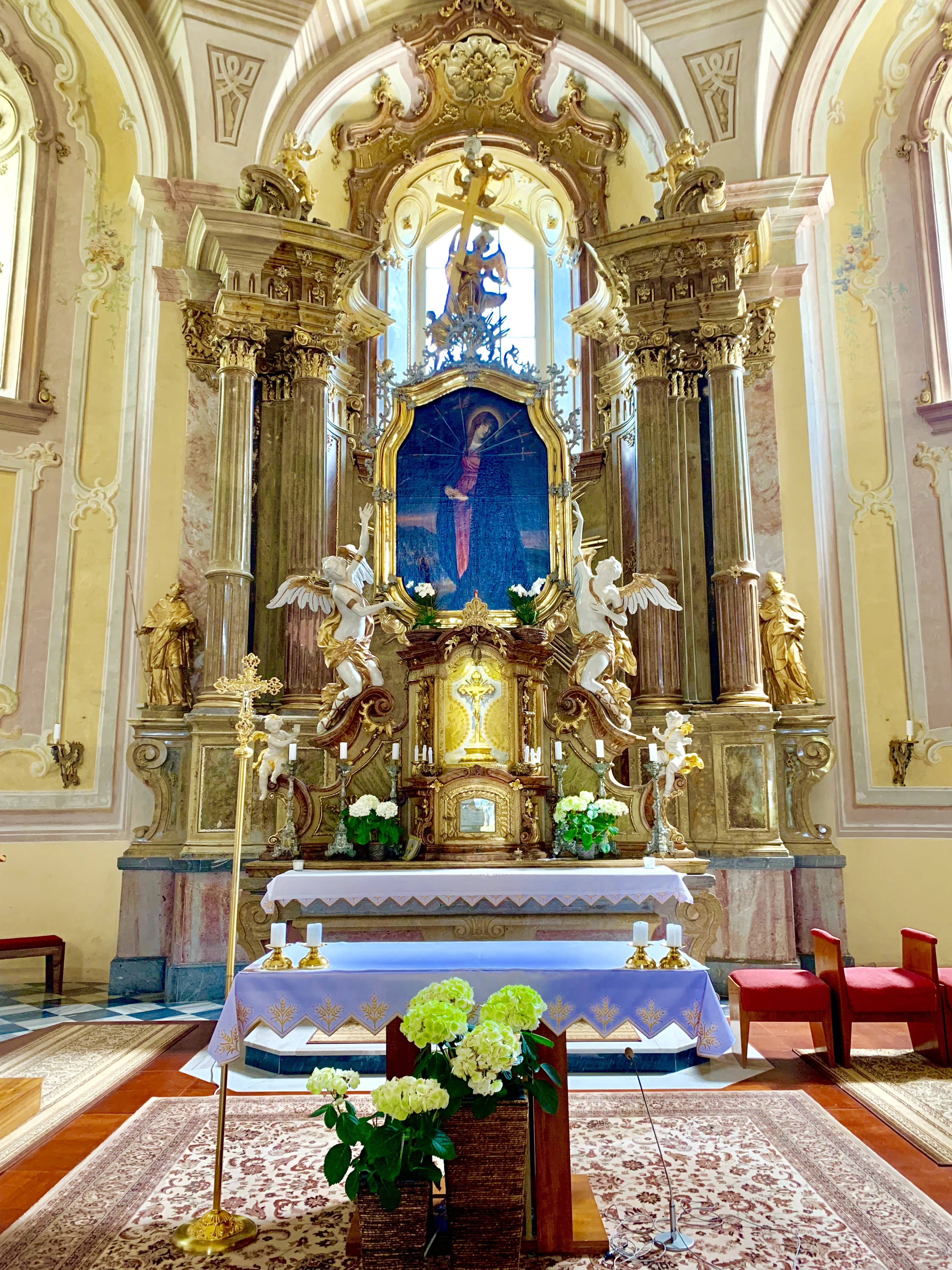
Prezbiterium